# Relax (álbum de Los Piratas)
Relax, conocido como relax, es el séptimo trabajo de estudio de la banda viguesa Piratas antes conocida como Los Piratas. Se trata, en su edición especial, de un CD cuádruple en formato digipack publicado el 5 de mayo de 2003, el último de la discografía oficial en tener material inédito antes de su disolución como banda y antes de la publicación de Fin de la segunda parte un CD/DVD en directo que recogía los grandes éxitos de la banda.
El álbum es el más notablemente electrónico y denso de su carrera como banda, además de contener estilos blues, ambient, chill out y orquestación musical. La grabación del álbum se desarrolló íntegramente en San Sebastián, España, en los estudios IZ. Fue producido por Suso Saiz, quien lo define como un álbum «maduro y atrevido».
La edición sencilla de relax contiene los doce temas principales, mientras que existe una edición especial en digipack de cuatro CD, dos de los cuales se venden por separado. El CD que incluye esta versión especial contiene temas versionados de Hombres G, 091 y Antonio Machín. Los dos primeros CD contienen canciones vocales, mientras que los dos últimos contienen canciones casi instrumentales, la mayoría de ellas, y mucho más experimentales que los primeros.
Las críticas hacia el álbum son positivas, destacando el giro más electrónico que la banda toma en este álbum a diferencia de sus álbumes anteriores. En cuanto a la opinión de los usuarios es también elevada, pasando del notable, siendo la más alta la de La Fonoteca con un 4.25/5. En diferentes listas no oficiales de música alcanzaría el puesto 43 y 76.

## Historia y grabación
El disco fue grabado en San Sebastián, España en los estudios IZ con unas sesiones de grabación no prefijadas hasta dar con el sonido que querían y el disco terminado. Sesiones que reflejan un estado de tranquilidad tanto en el CD como en la producción de Suso Saiz. Además muestra una evolución musical que ya llevaban a cabo desde su anterior disco de estudio Ultrasónica, pero con más cohesión musical y las mismas letras cuidadas de siempre, y que podía intuirse en los demás temas de su discografía al tiempo que rechaza cualquier etiqueta musical dentro de los diez años anteriores en la escena musical española.
Según Iván Ferreiro, cabeza del grupo, Relax puede describirse como: «Un disco que suda, respira y caga» y Suso Saiz, productor del mismo, lo define como «un álbum maduro y atrevido, aunque parezca un contrasentido.»
Se trata de un disco más sosegado y calmado en el que experimentan con electrónica, ambient, chill out, blues, orquestaciones jazz... y que muestra la pérdida del sonido guitarrero característico de sus álbumes anteriores, haciéndolo a su vez el disco más injustamente maltratado de su carrera musical. Iván Ferreiro en una entrevista a Mondosonoro el 16 de mayo de 2003 afirmó que el grupo quería algo más austero y es por eso que los elementos guitarreros se quedaron fuera propiciando que las cosas que quedaron finalmente fueran las que se necesitaban para el disco.
Su sencillo de presentación fue «Inerte».
Después de un parón de descanso y unos días después de la publicación del CD, la banda viguesa comenzaba a realizar una serie de conciertos que empezaron en Barcelona y que seguirían por Calviá (Mallorca), Zaragoza, Madrid o Valencia, entre otros. Al finalizar la gira la banda decidió disolver la banda «temporalmente» para dedicarse a proyectos en solitario, aunque finalmente se disolvió permanentemente.
Los dos primeros CD contienen canciones vocales, mientras que los dos últimos contienen canciones casi instrumentales, la mayoría de ellas, y mucho más experimentales que los primeros.

## Ediciones del CD
Relax fue publicado en diferentes versiones;
- Edición normal con los doce temas principales en caja de plástico publicado el 5 de mayo de 2003;[6]

Nota con respecto a los nombres de las canciones.

Todas las canciones escritas y compuestas por Piratas. 
| Relax edición sencilla |              |          |  |
| N.º                    | Título       | Duración |  |
| 1.                     | «ansiedad»   | 2:42     |  |
| 2.                     | «inerte»     | 2:34     |  |
| 3.                     | «respuestas» | 5:01     |  |
| 4.                     | «reiniciar»  | 5:18     |  |
| 5.                     | «comernos»   | 3:54     |  |
| 6.                     | «tio vivo»   | 4:56     |  |
| 7.                     | «recuerdo»   | 3:01     |  |
| 8.                     | «búnker»     | 3:48     |  |
| 9.                     | «audrey»     | 3:12     |  |
| 10.                    | «dinero»     | 3:34     |  |
| 11.                    | «mirma»      | 4:53     |  |
| 12.                    | «dos partes» | 10:43    |  |

- Edición especial fieles limitada en digipack con un segundo CD y con dos espacios para dos CD más de una serie de 4CD con rarezas, vídeos, demos, haciendo un total de 50 canciones; respuestas publicado el 17 de junio de 2003[8] y dinero publicado el 17 de julio de 2003.[8] Vendidos separadamente contienen cada uno de los sencillos del álbum más otros temas inéditos, total 4 CD;

Todas las canciones escritas y compuestas por Piratas salvo indicadas. 
| Relax CD2 de la edición especial |                                                                           |                                |                           |          |  |
| N.º                              | Título                                                                    | Escritor(es)                   | Realización               | Duración |  |
| 1.                               | «inerte»                                                                  |                                |                           |          |  |
| 2.                               | «años 90»                                                                 |                                |                           |          |  |
| 3.                               | «esta es tu vida» (Extraído de Voy a pasármelo bien, tributo a Hombres G) | Daniel Mezquita, David Summers |                           |          |  |
| 4.                               | «otros como yo» (Extraído del disco Partiendo de 0, el homenaje a 091)    | José Ignacio García Lapido     |                           |          |  |
| 5.                               | «bésame mucho» (Extraído de la B.S.O de Machín: toda una vida)            | Consuelo Velazques             | Paco Seren, J.L. Santalla |          |  |
| 6.                               | «pista multimedia» (Vídeos de «Inerte» y «Esta es tu vida»)               |                                | Paco Seren                |          |  |

| respuestas CD3 de la edición especial |                    |          |  |
| N.º                                   | Título             | Duración |  |
| 1.                                    | «respuestas»       | 4:48     |  |
| 2.                                    | «santadrenalina»   | 2:28     |  |
| 3.                                    | «amm bien one»     | 4:54     |  |
| 4.                                    | «año nuevo»        | 2:05     |  |
| 5.                                    | «dios.net»         | 3:51     |  |
| 6.                                    | «misolidio»        | 1:24     |  |
| 7.                                    | «mientras»         | 1:58     |  |
| 8.                                    | «gollum»           | 1:48     |  |
| 9.                                    | «bossados»         | 2:00     |  |
| 10.                                   | «desfas»           | 4:22     |  |
| 11.                                   | «goreki sampler»   | 1:41     |  |
| 12.                                   | «policía ácida»    | 1:46     |  |
| 13.                                   | «nueva disco»      | 3:02     |  |
| 14.                                   | «a dormir»         | 3:14     |  |
| 15.                                   | «popo placevo 1»   | 1:54     |  |
| 16.                                   | «ragga movirektor» | 1:49     |  |

| dinero CD4 de la edición especial |                                |          |  |
| N.º                               | Título                         | Duración |  |
| 1.                                | «dinero»                       | 3:33     |  |
| 2.                                | «π2.1&»                        | 12:46    |  |
| 3.                                | «con eva»                      | 5:08     |  |
| 4.                                | «Rettm»                        | 1:24     |  |
| 5.                                | «el maestro de violín»         | 2:16     |  |
| 6.                                | «idea 16/03/2002»              | 2:11     |  |
| 7.                                | «wasempty»                     | 3:33     |  |
| 8.                                | «toms»                         | 9:23     |  |
| 9.                                | «rings folk»                   | 2:40     |  |
| 10.                               | «virus»                        | 2:39     |  |
| 11.                               | «se lo montan»                 | 5:15     |  |
| 12.                               | «o mandil»                     | 3:10     |  |
| 13.                               | «globalizatione capitalistica» | 2:49     |  |
| 14.                               | «90000»                        | 1:46     |  |
| 15.                               | «media hora más»               | 2:01     |  |
| 16.                               | «uces voces»                   | 1:13     |  |
| 17.                               | «garota»                       | 2:23     |  |

## Recepción
Las críticas hacia el álbum son positivas, destacando el giro más electrónico que la banda toma en este álbum a diferencia de sus álbumes anteriores. En cuanto a la opinión de los usuarios es también elevada, pasando del notable, siendo la más alta la de La Fonoteca con un 4.25/5. En diferentes listas no oficiales de música alcanzaría el puesto 43 y 76.

### Crítica especializada
En Lafonoteca.com Fernando Fernández Rego habla del álbum de forma positiva analizando los temas del último trabajo de Los Piratas; de «Ansiedad», el tema inicial, dice que «desborda intimismo y sensualidad» a modo chill out, de «Inerte» dice que tiene «orquestaciones suaves, con Iván cantando relajado y confiado, bajando el tono y el volumen para articular sentimientos,» de todos los temas destaca el tema ambient paisajista «Respuestas» con su «poesía evocadora», de «Reiniciar» dice que es oscura y distorsionada y «Comernos» dulce y adictiva, de «Bunker», tema instrumental, escribe que es «sencilla y compleja a la vez» con un «ritmo perdido entre efectos y vacío», de «Audrey» habla como una canción blues, jazz y con aires de cabaret, diciendo de él que no «desentonaría en el repertorio de Bunbury.» Para finalizar, habla de los últimos temas del álbum, «Mirna» y la epopeya digital de casi once minutos «Dos partes». Al disco en su conjunto lo compara con OK Computer del grupo Radiohead, pero en una versión personal.
Carlos Blesa de Muzikalia habla del disco favorablemente, diciendo de él que «merece repetidas escuchas para ser apreciado,» y dándole gracias al grupo por «no ser uno más.» De sus canciones destaca la dolida «Recuerdo» con una lenta melodía, la bella «Inerte» que alcanza «el máximo esplendor del disco», «Respuestas» y «Bunker» canción ambient densa y asfixiante. También rechaza la idea de otorgarle al grupo la etiqueta de grupo comercial para masas, diciendo que la prueba es esa búsqueda de nuevos sonidos que realizaron con este trabajo.
En Jenesaispop.com Farala escribe «Minimalismo, electrónica, susurros. Simplemente delicioso. Cada canción es mejor que la anterior, Iván y sus chicos consiguen poner los pelos de punta con todos los temas. Cada tema es aún más imprescindible que el anterior, cada rima es aún más ingeniosa que la anterior. Es mi disco más rayado, con diferencia. Pop electrónico imprescindible,» y le da una nota de 9,5.

### Crítica de consumidores
En La Fonoteca los usuarios le dan un 4.25/5. En Discaffinitty tiene una puntuación de 7.19/10.

### Listas no oficiales
En La Fonoteca en el año 2003 entró en el puesto número once de sus discos de música española, y en el puesto 471 de discos globales. En Discaffinity entró en el 2003 en el puesto número 76.

## Personal
| relax CD1 e inerte CD2 - Pello Ramírez - violoncelo - Lerman Nieves - contrabajo - Francisco Herrero - viola - Miren Zeberio - violín - Xabier Zebeiro - violín - MadSanta - diseño - Joaquín Pizarro - asistente de mezclas - Piratas - fotografías - Santalla - fotografías - Productor - Suso Saiz - Mikel F. Krutzaga - grabado y mezclado | respuetas CD3 y dinero CD4 - Iván Ferreiro - voz - Pablo Álvarez - bajo - Pello Ramírez - violoncelo - Lerman Nieves - contrabajo - Hal 9000 - percusión - Alfonso Román - guitarra - Paco Serén - guitarra - Paco Serén - teclados - Franciso Herrero - viola - Miren Zeberio - violín - Xabier Zebeiro - violín - MADSanta - diseño - Mikel Krutzaga - asistente de mezclas - Santalla - fotografías - Suso Saiz - productor |